# Kaplica św. Michała Archanioła w Mqabbie
Kaplica św. Michała Archanioła (malt. Kappella ta’ San Mikiel Arkanġlu, także po prostu Kappella ta’ San Mikiel, ang. Chapel of Saint Michael) – rzymskokatolicka kaplica przy Triq San Bażilju w Mqabbie na Malcie. Wchodzi w skład parafii w Mqabbie. 

## Położenie
Kaplica św. Michała Archanioła zajmuje prawą stronę (patrząc od frontu) kompleksu zawierającego również kościół św. Bazylego (w środku) oraz starą zakrystię (po lewej). Plac (zuntier) przed nimi jest starym cmentarzem ofiar epidemii dżumy z lat 1675–1676.

## Historia
Najprawdopodobniej kaplica św. Michała została zbudowana w 1550. Raport z wizyty prałata Pietro Dusiny w 1575 zauważa, że kaplica była bardzo ubogo wyposażona, wręcz brakowało wielu rzeczy. Wydaje się jednak, że nadal odbywało się coroczne święto ku czci jej patrona; dzierżawa działki w Ta’ Sbieġi zapewniała pieniądze na to ostatnie, jak również na zapalanie lampy i udzielanie pomocy biednym. Podczas kolejnych wizyt duszpasterskich prawie nie wspomina się o tej kaplicy, być może dlatego, że została ona porzucona lub nawet popadła w ruinę.
Budowa istniejącej dzisiaj kaplicy została ukończona w 1669, jak głosi marmurowa tablica pamiątkowa na ścianie obok drzwi. Prokuratorem, który zadbał o jej odbudowę był Giovanni Andrea Zammit.

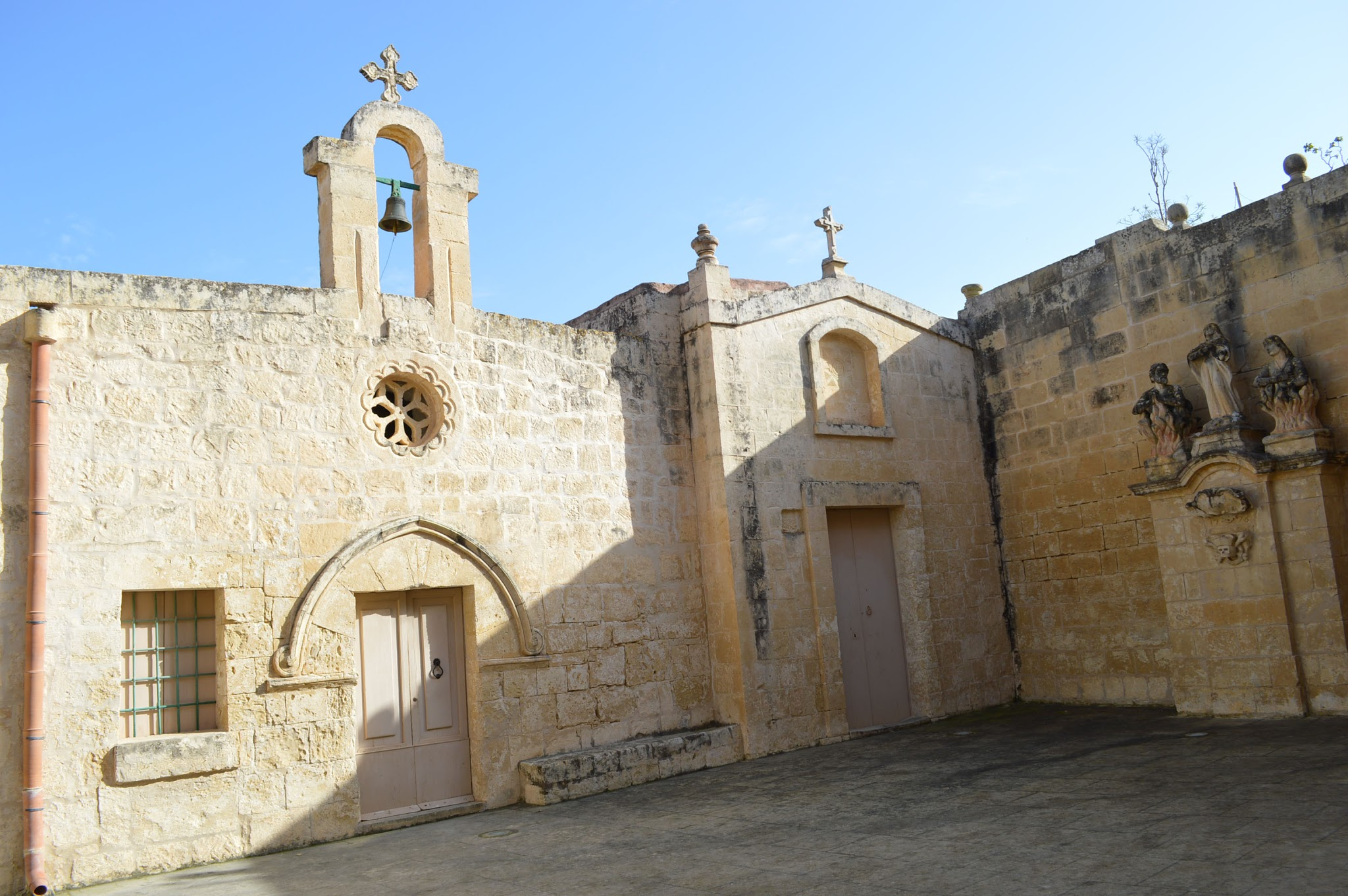
Od lewej: kościół św. Bazylego, kaplica św. Michała Archanioła oraz Madonna z duszami czyśćcowymi. Niewidoczna, po lewej stara zakrystia.

Przez wiele lat XX wieku budynek kaplicy był magazynem starych mebli, wśród których znajdowały się również cenne zabytki, np. ambona z 1897.
W 2007 Sekcja Restauracji Ministerstwa Infrastruktury przeprowadziła szeroko zakrojone prace restauratorskie w tej kaplicy, a także w sąsiednim kościele San Basilio oraz starej zakrystii, które razem tworzą historyczny kompleks w starym sercu wioski Mqabba. Prace renowacyjne obejmowały naprawę dachu w celu zabezpieczenia przed przedostawaniem się wody, oczyszczenie elewacji oraz wnętrza świątyń. Usunięto także pokrycie z kilku ścian, aby odsłonić oryginalne ściany. Renowacji poddano także niszę Madonny z duszami czyśćcowymi, otwory okienne i drzwiowe oraz bramę ogrodzenia otaczającego kompleks. Wykonano też odpowiednie oświetlenie zewnętrzne i wewnętrzne.

## Architektura

### Wygląd zewnętrzny
Ta niewielka kaplica zbudowana jest na planie prostokąta. Fasada jest prosta. Wejście do kaplicy prowadzi przez prostokątne drewniane drzwi, które na obwodzie mają grubą, prostą kamienną ramę. Ciekawostką tej fasady jest pusta, łukowata nisza, która znajduje się bezpośrednio nad głównym portalem. Na tylnej ścianie niszy widoczna jest niewielka kwadratowa kamienna płyta o misternym rzeźbieniu przedstawiającym mały krzyż otoczony kilkoma koncentrycznymi okręgami. Z nich odchodzą cztery duże liście palmowe, które sięgają rogów płyty. Dach jest skośny, nad elewacją znajduje się niewielki cokół z krzyżem na szczycie, a lewy koniec dachu zdobi urna, również na niewielkim cokole.

### Wnętrze kaplicy
Od wewnątrz kaplica, znacznie mniejsza od kościoła San Basilio, ma wydłużony kształt. Ściany nie zawierają żadnych wzorów ani dekoracji. Sklepienie kolebkowe podzielone prostymi zaokrąglonymi łukami wspartymi na równie prostym gzymsie obiegającym ściany. W lewej ścianie otoczone portalem drzwi, które łączą kaplicę z przylegającym doń kościołem św. Bazylego.

W kaplicy jest jeden ołtarz, nad którym znajduje się piękny obraz archanioła Michała miażdżącego szatana. Archanioł pojawia się w chwalebnej pozycji z rozpostartymi skrzydłami i powiewającymi ubraniami, gdy stoi jedną nogą na diable, z mieczem w dłoni gotowym go nim uderzyć. Ciekawostkami, które rzadko można spotkać na innych obrazach tego archanioła, jest fakt, że na głowie nosi on hełm, w dłoni ma łańcuch, za pomocą którego powstrzymuje diabła oraz to, że miecz, który posiada, jest mieczem z metalu, a nie ognistym, jak to zwykle bywa przedstawiane.

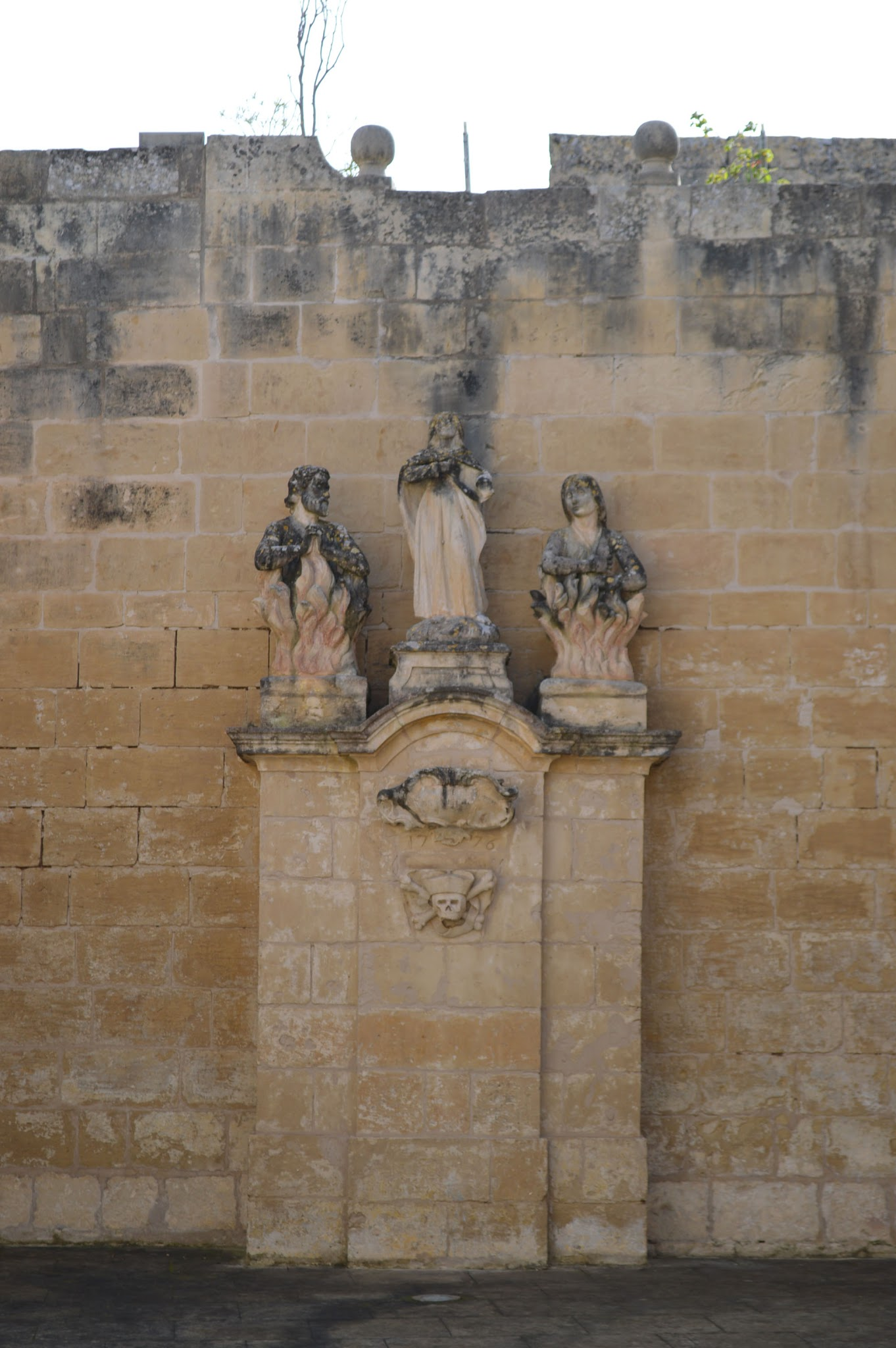
Nisza Madonna z duszami czyśćcowymi.

Niewątpliwie tym, co w tym wnętrzu najbardziej przyciąga uwagę, jest obudowa obrazu tytularnego. Nastawa ołtarzowa flankująca ołtarz jest bogato rzeźbiona, przechodząc w równie misternie ozdobione zewnętrzne części predelli. Projekt jest kontynuowany w dwóch pilastrach wspieranych po bokach przez dwa spływy wolutowe. Nad pilastrami belkowanie z rzeźbionymi kwiatami i cherubinkiem pośrodku - bardzo podobny motyw znajduje się w nastawie ołtarzy kościoła parafialnego. Całość zwieńcza przerwany naczółek z dwoma ślimacznicami i krzyżem pośrodku.
Artysta, który wykonał to dzieło, ani data jego powstania nie są znane. Wydaje się, że dzieło powstało po wybudowaniu kaplicy w obecnym stanie. Stylem obraz przypomina barok końca XVII wieku, którego największym przedstawicielem był Mattia Preti.
Przy murze obok kaplicy znajduje się nisza Madonna z duszami czyśćcowymi, która powstała w 1778. Upamiętnia ona ofiary epidemii dżumy z lat 1675–1676, które zostały pochowane na ówczesnym cmentarzu przykościelnym, dziś placu przed świątyniami.

## Kaplica dziś
Na szczęście kaplica ta nie uległa zmianom konstrukcyjnym i nadal jest taka, jaką była w chwili budowy, z oryginalną podłogą i drzwiami. Jest w bardzo dobrym stanie i czasami jest otwierana razem z kościołem św. Bazylego.

## Ochrona dziedzictwa kulturowego
Od 27 września 2013 kaplica jest umieszczona w National Inventory of the Cultural Property of the Maltese Islands pod numerem 1856.